# Tigervin
Tigervin är en sorts vin gjort på benen från tiger.
På vissa håll i bland annat Kina föds tigrar upp enbart i syfte att bli vin. Tigerben lagras i upp till nio år i risvin. Därefter säljs detta som tigervin och påstås hjälpa mot ledvärk och reumatism.
Produktionen av tigervin har fått hård kritik då tigern är utrotningshotad.